# Таразмо
Таразмо — озеро на территории Поросозерского сельского поселения Суоярвского района Республики Карелия.

## Общие сведения
Площадь озера — 1,1 км², площадь бассейна — 281 км². Располагается на высоте 172,2 метров над уровнем моря.
Форма озера лопастная, слегка вытянутая с запада на восток. Берега каменисто-песчаные, местами болотистые.

С юга в озеро втекает безымянный ручей. С запада впадает река Юнгас. С севера втекает, а с востока вытекает река Гумарина.
В центре озера расположен единственный небольшой остров без названия.
Населённые пункты близ озера отсутствуют. Ближайший — деревня Совдозеро — расположен в 7 км к северо-востоку от озера.
Код водного объекта в государственном водном реестре — 02020001111102000007222.